# Кампус-ди-Жулиу
Кампус-ди-Жулиу (порт. Campos de Júlio) — муниципалитет в Бразилии, входит в штат Мату-Гросу. Составная часть мезорегиона Север штата Мату-Гроссу. Входит в экономико-статистический микрорегион Паресис. Население составляет 4264 человека на 2006 год. Занимает площадь 6804,577 км². Плотность населения — 0,6 чел./км².

## Статистика
- Валовой внутренний продукт на 2003 год составляет 208 760 271,00 реалов (данные: Бразильский институт географии и статистики).
- Валовой внутренний продукт на душу населения на 2003 год составляет 57 414,82 реалов (данные: Бразильский институт географии и статистики).
- Индекс развития человеческого потенциала на 2000 год составляет 0,810 (данные: Программа развития ООН).

## География
Климат местности: тропический.